# Первомайский (Слободской)
Первомайский — микрорайон города Слободского в Кировской области России. С 1938 до 2005 года был посёлком городского типа.

## Географическое положение
Находится на правом берегу реки Вятки.

## История
Являлся селением Слободского уезда Вятской губернии Российской империи.
В 1922 году здесь была создана меховая фабрика «Белка», в 1920—1925 гг. она была реконструирована, в ходе индустриализации 1930х годов — оснащена новым оборудованием и к 1940 году увеличила объёмы производства в 15 раз (став главным предприятием посёлка).
В 1938 году населённый пункт Спас был отнесён к разряду рабочих посёлков с присвоением наименования Первомайский.
Сначала входил в Слободской район, позднее был подчинён администрации города Слободского. 
В 2005 году пгт был упразднён и включён в состав города Слободской.

## Население
| 1939 | 1959 | 1970 | 1979 | 1989 | 2002 |
| ---- | ---- | ---- | ---- | ---- | ---- |
| 2550 | 3510 | 3639 | 3628 | 4191 | 3757 |

## Известные уроженцы, жители
Максим Николаевич Соковнин (13 сентября 1975, Первомайский, Кировская область) — российский биатлонист, чемпион и призёр чемпионата России по биатлону, бронзовый призёр чемпионата мира по летнему биатлону. Мастер спорта России международного класса.

## Инфраструктура
В 1974 году здесь действовали железнодорожная станция (Белка Слободская), спичечная фабрика, отделение меховой фабрики и комбинат стройматериалов.
Действует Слободская Спасо-Преображенская церковь.

## Транспорт
Автомобильный и железнодорожный транспорт.